# 4.5-inch-Gun M1
Die 4.5-inch Gun M1 war ein US-amerikanisches, mittleres Artilleriegeschütz während des Zweiten Weltkrieges.

## Entwicklung
Eine Empfehlung des Westerfield Board, einer Artilleriegeschütz-Kommission nach dem Ersten Weltkrieg, war ein mittleres Artilleriegeschütz zwischen den Kalibern 105 mm und 155 mm. Während des vergangenen Krieges hatte die US Army einige 4.7-inch-Feldgeschütze genutzt (4.7-inch-Gun M1906) und man war der Überzeugung, dass dies ein geeignetes Kaliber wäre.
Die Entwicklung des Geschützes begann 1920 mit der 4.7-inch-Gun M1920 on Carriage, 4.7-inch-Gun and 155-mm-Howitzer M1920. Die Erprobungsergebnisse dieses Geschützes konnten nicht überzeugen und die Entwicklung wurde mit der 4.7-inch-Gun M1922E on Carriage M1921E weitergeführt.
Die waffentechnische Erprobung verlief gut. Das Geschütz mit 42 Kaliberlängen konnte ein 22,6-kg-Geschoss (50 lb) über eine maximale Distanz von 18.810 m verschießen. Angesichts finanzieller Engpässe dieser Zeit wurde das Geschütz nach der Empfehlung zur Einführung nicht in Auftrag gegeben. Es folgten noch einige kleinere Korrekturen, doch im August 1928 wurde das gesamte Projekt dann offiziell zurückgestellt.
Angesichts des drohenden Krieges in Europa wurden die Pläne wieder hervorgeholt und man plante noch einige Veränderungen, um ein Geschütz einzuführen, das regulär 18.350 m weit feuern konnte. Außerdem wollte man nun möglichst viele Teile der 155-mm-Howitzer-M1-Lafette verwenden, um die Produktion zu vereinfachen. Der Entwurf wurde fertiggestellt und die Produktion ab dem Frühjahr 1940 geplant.
Die britische Armee hatte sich im gleichen Jahr für die Produktion einer 4.5-inch-Kanone entschieden, um damit die alten 60-pounder-Kanonen abzulösen. Es gibt keine genauen Informationen über die weiteren Geschehnisse, doch die amerikanische, ursprüngliche 4.7-inch-Kanone wurde derart überarbeitet, dass diese in der Lage war, die für die britische 4.5-inch-Kanone entwickelten Geschosse zu nutzen. Der US Army wurden die Konstruktionspläne für die britische Munition zur Verfügung gestellt und es wurden Verträge für die Produktion der Munition in Kanada abgeschlossen. Das neue Geschütz wurde als 4.5-inch Gun M1 on Carriage M1 eingeführt.

## Technische Beschreibung
Die 4.5-inch Gun M1 verfügt über ein einteiliges 42 Kaliber langes Rohr. Über und unter dem Rohr sind der hydropneumatische Rohrrücklauf, der den Rückstoß des Geschützes dämpft, und der Vorholmechanismus montiert (System M6), wobei sich der Mechanismus an die Rohrerhöhung anpasst. Das Gewicht des schweren Geschützrohres wird beidseitig zwischen dem Pivotzapfen und dem vorderen Ende der Rohrwiege mit einer großen Feder ausgeglichen. Der horizontal, rechtsseitig ausschwingende, unterbrochene Schraubenverschluss mit Schlagzündeinrichtung wird manuell bedient. Die getrennt zu ladenden Geschosse und Kartuschen ermöglichen kurzzeitig 4 Schuss pro Minuten und über längere Zeit einen Schuss pro Minute.
Für den Transport wird die Oberlafette mit einer Stütze mündungsseitig fixiert. In der Feuerstellung wird die ungefederte Unterlafette durch das Absenken einer Hubstütze unter dem Rohr zu einer Dreipunktlafette. Die vordere Bodenplatte der Hubstütze und die durch Erdsporne fixierten und eingegrabenen Enden der Lafettenholme bilden eine stabile Feuerplattform. Die massiven rechteckigen Holme der Spreizlafette funktionierten zusammengeklappt als Deichsel. Für den Transport wurden die beiden Erdsporne an den Enden der Lafettenholme seitlich an diesen eingehängt. Gebremst wurden die Räder mit luftgefüllten Gummireifen in der Ausführung Carriage M1 elektrisch und bei der Carriage M1A1 mit einer Druckluftbremsanlage. Beide Räder verfügten über eine Handbremse, wodurch das Ausrichten und Ankoppeln erleichtert wurde.
Offiziell wurden 4.5-inch-Gun M1 nie mit der Lafette M1A2 gebaut. Doch lassen Unterlagen darauf schließen, dass diese Kombination existiert hat.
Ein kleinerer Schild bietet geringfügigen Schutz gegen frontalen Beschuss aus leichten Waffen. Der Schild ist auf der linken Seite, beim Richtschützen abklappbar, um erforderlichenfalls ein direktes Richten zu ermöglichen.

## Produktion
Die ersten 41 Geschütze wurden 1942 fertiggestellt. Im Jahr 1943 wurden mit 345 Geschützen die meisten gebaut und 1944 endete nach weiteren 40 Geschützen die Fertigung.
Insgesamt wurden 426 dieser Kanonen produziert.

## Einsatz
Durch die Möglichkeit der Versorgung mit britischer Munition wurden die produzierten Geschütze bevorzugt auf dem europäischen Kriegsschauplatz verwendet.
Es wurden siebzehn Field Artillery Battalion (FAB) der US Army mit dem Geschütz ausgerüstet: das 172nd, 176th, 199th, 211th, 259th, 770th bis 775th, 777th, 935th, 939th, 941st und das 959th FAB. Diese wurden den US Army Corps zugeteilt.
Gezogen wurden die Geschütze vom M5 High Speed Tractor oder vom 4-ton-Zugkraftwagen vom Typ Diamond T968/968A.
Das Geschütz hatte eine um 5 km größere Reichweite als die 155-mm-Howitzer M1 und es schoss auch weiter als die alten 155-mm-Gun M1918. Doch die bereits eingeführten 155-mm-Gun M1 „Long Tom“ schoss ein mit ca. 43 kg etwa 18 kg schweres Geschoss nochmal 5 km weiter als die 4.5-inch-Gun. Allerdings ist anzumerken, dass dieses Geschütz etwa das Dreifache an Gewicht hatte.
Der aus amerikanischer Sicht größte Nachteil der 4.5-inch-Kanone war die Munition. Die Briten arbeiteten mit einer geringeren Stahlqualität, dem 19-Tonnen-Stahl, als die Amerikaner, die üblicherweise einen 23-Tonnen-Stahl verwendeten. Die Sprenggranaten benötigten deshalb eine dickere Wandung, wodurch die mögliche Sprengstoffladung geringer wurde. Trotz des leicht größeren Kalibers war damit die Sprengwirkung im Ziel geringer als jene der Geschosse der 105-mm-Howitzer M2. Die verhältnismäßig geringe Anzahl an Geschützen verhinderte zudem, dass man neue, amerikanische Geschosse für diese Waffe entwickelte. Hinzu kam, dass dieses „Sonderkaliber“ nicht gut in die amerikanische Logistik passte.
Aus diesem Grund wurde das Geschütz frühzeitig im September 1945 bei der US Army außer Dienst gestellt.

## 4.5-inch Gun Motor Carriage T16
Die Firma Cadillac wurde im September 1942 beauftragt aus der 4.5-inch-Gun M1 und einem verlängerten Fahrgestell des Light Tank M5 eine Selbstfahrlafette zu entwickeln. Bereits im Dezember 1942 wurde der Auftrag für einen Prototyp reduziert. Die Erprobung erfolgte im Januar/Februar 1945.
Aufgrund der absehbaren generellen Entscheidung gegen diese Kanone wurde das Projekt jedoch eingestellt.